# (1689) Floris-Jan
(1689) Floris-Jan es el asteroide número 1689 situado en el cinturón principal. Fue descubierto por el astrónomo Hendrik van Gent desde la estación meridional de Leiden en Johannesburgo, República Sudaficana, el 16 de septiembre de 1930. Su designación alternativa es 1935 SR1. Está nombrado en honor de Floris-Jan van der Meulen, visitante cinco mil de los catorce días de exhibición astronómica del observatorio de Leiden.